# Marcel Khalife
Marcel Khalife (Arabisch: مارسيل خليفة) (Amchit, Libanon, 10 juni 1950) is een Libanese zanger, componist en oedspeler.

## Biografie
In de periode van 1970 tot 1975 gaf Khalife les aan het conservatorium in Beiroet. In 1976 richtte hij het Al Mayadeen Ensemble op en verwierf hij enige bekendheid met liederen als Ummi (Mijn moeder), Rita w'al-Bundaqiya (Rita en het geweer) en Jawāz as-Safar (Het paspoort), gebaseerd op de poëzie van Mahmoud Darwish.
In 2005 werd Khalife tot Unesco Artist for Peace benoemd.
Khalife's zoons Rami en Bachar zijn eveneens musici.

## Prijzen en onderscheidingen
- In 1999 won hij de Palestine Award for Music. De hieraan verbonden geldprijs schonk hij aan het National Conservatory of Music aan de universiteit van Bir Zeit in Palestina.

## Discografie
- Promises of the Storm (1976)
- At the Border (1980)
- Ahmad Al Arabi (1984)
- Dreamy Sunrise (1985)
- Ode to a Homeland (1990)
- Arabic Coffeepot (1995)
- Dance (1995)
- Voyageur (1998)
- Marcel Khalife: Magic Carpet (1998)
- Jadal (2002)
- The Bridge (2002)
- Concerto Al Andalus (2002)
- Summer Night's Dream (2003)
- Promises of the Storm (2003)
- Caress (2004)
- Peace Be with You (2006)
- Taqasim (2006)
- Sharq (2007)
- Andulusia of Love (2016)